# Iris Films
Iris Films va ser una productora fundada a Barcelona l'any 1909 per Andreu Cabot i Puig i Joan Verdaguer i Mora.
El director operador principal va ser Narcís Cuyàs i Parera. Un any més tard Joan Verdaguer i Mora juntament amb Narcís Cuyàs, van abandonar la productora i aquesta es va passar a dir "Cabot i Puig". Andreu Cabot va contractar a Fructuós Gelabert que en només un any fa fer 32 documentals.